# Meister der Cité des Dames

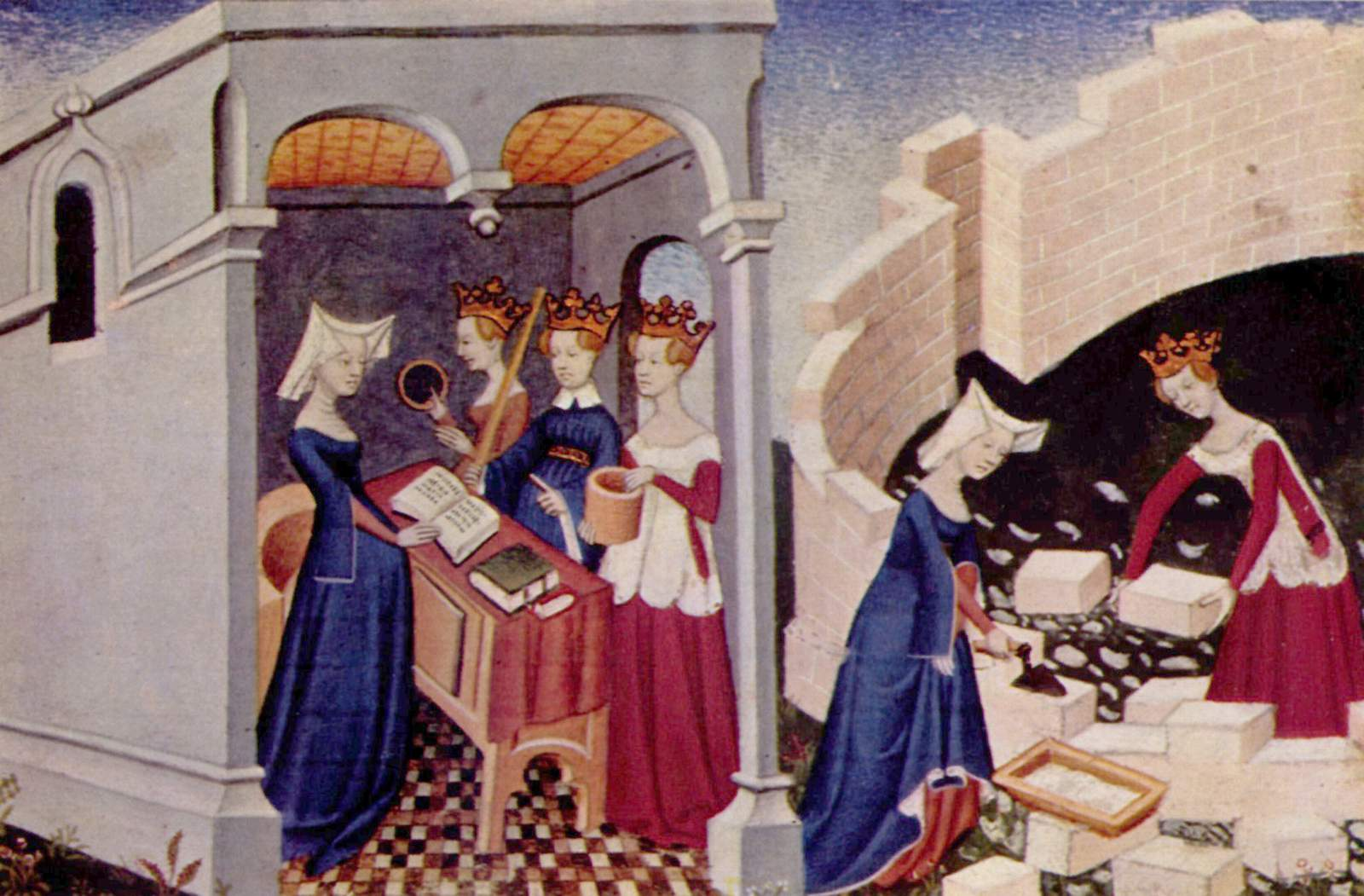
Meister der Cité des Dames: Miniatur aus Christine de Pizans Cité des Dames: Christine und die Tugenden bauen die Stadt

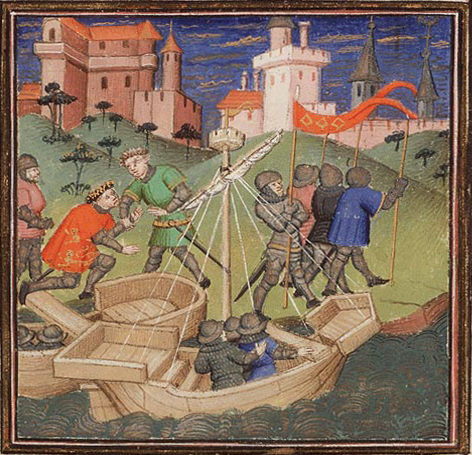
Meister der Cité des Dames: Miniatur aus Vincent von Beauvais Le Miroir Historial (IV): Landung Wilhelm des Eroberers in England

Als  Meister der Cité des Dames wird der namentlich nicht bekannte mittelalterliche Buchmaler bezeichnet, der von ungefähr 1400 bis 1415 mit seiner Werkstatt in Frankreich – wohl in Paris – tätig war.

## Namensgebung
Der Meister der Cité des Dames illustrierte mehrere Manuskripte der Stadt der Frauen (französisch Cité des Dames). Mehrere Kopien dieses von Christine de Pizan verfassten allegorischen Werkes malte der Meister wohl in Paris im Auftrag der Verfasserin selbst aus. Nach diesen Miniaturen erhielt er seinen Notnamen.

## Werkgruppe
Der Meister der Cité des Dames war anscheinend auf die Ausmalung von literarischen und historischen Werken außerhalb des kirchlichen Bereichs spezialisiert und bekannt; Christine de Pizan beauftragte ihn immer wieder und der Meister schuf z. B. Bilder zu einem Geschichtsspiegel (französisch Miroir Historial) des Vincent von Beauvais.

## Stil
Typisch für den Meister der Cité des Dames und seine Werkstatt sind räumlich gestaltete Bilder mit Personen mit ähnlichen und farblich gleichen weißen Gesichtern; der Stil des Meisters steht dem des Bedford-Meisters nahe, und eventuell arbeitete er bei einigen seiner Werke mit dem Meister von Mazarine zusammen.

## Werke (Auswahl)
Illuminationen zu:

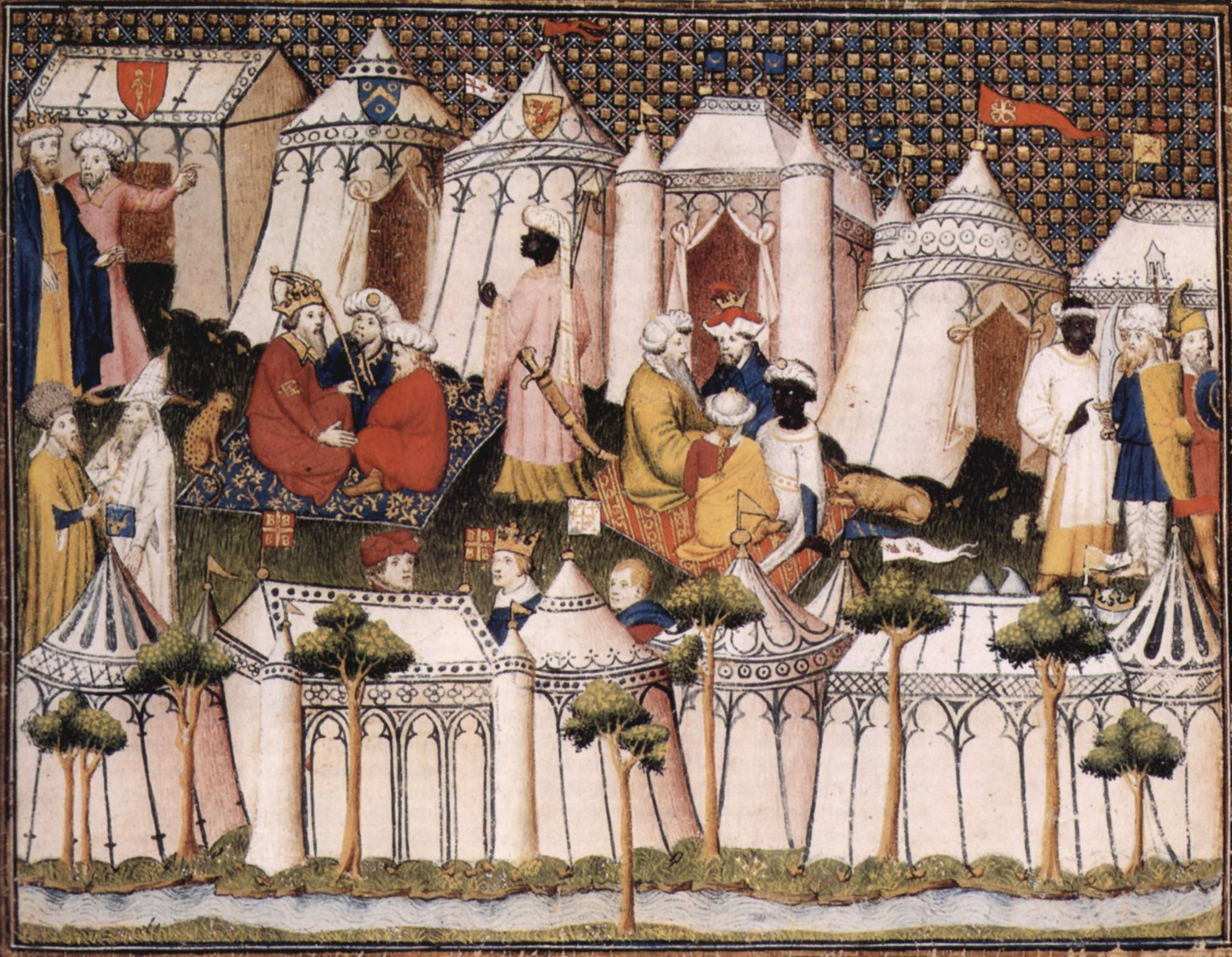
Meister der Cité des Dames: Miniatur aus dem Roman Le Chevalier errant des Thomas de Saluce: Die Fürsten des Orients

- Christine de Pizan, Le Livre de la Cité des Dames. Bibliothèque nationale de France (Paris) BnF 1178
- Christine de Pizan, Le Livre de la Cité des Dames. Bibliothèque nationale de France (Paris) BnF 1179
- Christine de Pizan, Le Livre de la Cité des Dames. Bibliothèque royale de Belgique (Brüssel) BR 9393
- Christine de Pizan, Le Livre de la Cité des Dames. British Library (London) MS Harley 4431 (teilweise)
- Vincent of Beauvais, Le Miroir Historial.
- Christine de Pizan, Epître d’Othéa. Bibliothèque nationale de France (Paris) BnF 607 (teilweise)
- Piere Bersuire, Histoire Romain. (Livius, französische Übersetzung) National Gallery of Victoria (Victoria) MS Felton 411-4 (teilweise)